# Jon Uriarte
Pour les articles homonymes, voir Uriarte.
Jon Uriarte, né le 15 octobre 1961, est un joueur de volley-ball argentin.

## Carrière
Jon Uriarte participe aux Jeux olympiques de 1988 à Séoul et remporte la médaille de bronze avec l'équipe argentine composée de Daniel Castellani, Esteban Martinez, Alejandro Diz, Daniel Colla, Carlos Weber, Hugo Conte, Waldo Kantor, Raul Quiroga, Claudio Zulianello, Esteban de Palma et Juan Cuminetti.